# Muskogee (Oklahoma)
Muskogee è una città dell'Oklahoma, Stati Uniti d'America, con una popolazione di poco meno di 40.000 abitanti (38.310 secondo il censimento del 2000).
È situata nell'Oklahoma nord-orientale circa 70 chilometri a sud-est di Tulsa ed è il capoluogo della Contea di Muskogee.
Dagli inizi del XIX secolo si ha notizia di insediamenti umani nell'area di Muskogee. Il territorio circostante già da tempo era interessato dalla presenza di commercianti francesi di pellicce e pare proprio questi si stabilirono temporaneamente nell'area agli inizi del secolo.
Dagli anni '30 dell'Ottocento, due popolazioni indigene, Cherokee e Creek si insediarono nell'area, incorporando l'allora villaggio in entrambe le nazioni indiane. I Creek però furono attratti dalla posizione e resero Muskogee la capitale della nazione Creek nel 1836.
Proprio dal nome della stessa popolazione indigena ("Muscogee") è derivato il nome della città.
A seguito del consolidarsi dell'economia e della struttura politica dei Creek l'interesse degli Stati Uniti nel limitarne lo sviluppo e nell'impossessarsi dei territori di questi crebbe, portando all'istituzione di una Corte federale nella città nel 1889. Fu la prima Corte federale stabilita in territorio indiano, aprendo di fatto la strada alla colonizzazione di quei territori, che si concretizzò nella corsa alla terra dell'Oklahoma.
La città divenne una città prevalentemente di coloni e lì, nel 1901 si spostò Charles N. Haskell con l'intento di renderla la base per i propri traffici economici e uno dei centri più importanti degli Stati Uniti meridionali. Così non fu, però sicuramente la città subì una forte spinta modernizzatrice.
Comunque, le popolazioni indigene ancora abitavano l'area di Muskogee e nel 1905 le cosiddette cinque tribù civilizzate lì si riunirono per discutere l'istituzione di uno Stato indiano, lo Stato di Sequoyah e per pensarne la costituzione; di tale stato indiano proprio Muskogee sarebbe stata la capitale. La proposta però non incontrò il favore dell'allora Presidente degli Stati Uniti Theodore Roosevelt e, anzi, nel 1907 l'Oklahoma tutta fu ammessa a far parte degli Stati Uniti d'America e ne divenne il quarantaseiesimo Stato.